# Relación inversa
En matemáticas, la relación inversa o transposición de una relación binaria es la relación que aparece cuando el orden de los elementos es intercambiado en la relación. Por ejemplo, la inversa de la relación «hijo de» es la relación «padre de». En términos formales, si X e Y son conjuntos y L ⊆ X × Y es una relación de X en Y, entonces LT es la relación definida tal que y LT x si y solo si x L y. En notación de constructor de conjuntos, LT = {(y, x) ∈ Y × X | (x, y) ∈ L}.
La notación es análoga a la de una función inversa. Aunque muchas funciones no tienen inversa, cada relación tiene una única inversa. La operación unaria que mapea una relación en su inversa es una involución, de tal forma que induce la estructura de un semigrupo con involución en las relaciones binarias en un conjunto, o de forma general, induce una categoría con involución en la categoría de relaciones como se detalla a continuación. Como operación unaria, la inversa (a veces llamada transpuesta) conmuta con las operaciones relacionadas con el orden del cálculo de relaciones, es decir, conmuta con la unión, la intersección, y el complemento.
La relación inversa también es llamada relación transpuesta— en vista a su similitud con la transpuesta de una matriz . También recibe nombres como el opuesto de la relación original, o el inverso de la relación original, o el recíproco L° de la relación L.
Otras notaciones para la relación inversa son LC, L–1, L~, {\displaystyle {\breve {L}}}, L°, L∨ o tL.

## Ejemplos
Para las relaciones de orden (estrictas o no), la inversa es el orden opuesto, por ejemplo: {\displaystyle {\leq ^{\mathsf {T}}}={\geq },\quad {<^{\mathsf {T}}}={>}.}
Una relación puede ser representada por una matriz booleana como la siguiente
{\displaystyle {\begin{pmatrix}1&1&1&1\\0&1&0&1\\0&0&1&0\\0&0&0&1\end{pmatrix}}.}
La relación inversa es representada por su matriz transpuesta:
{\displaystyle {\begin{pmatrix}1&0&0&0\\1&1&0&0\\1&0&1&0\\1&1&0&1\end{pmatrix}}.}
La inversa de relaciones de parentesco son llamadas: "A es hijo de B" tiene inversa "B es hijo de A".  "A es sobrino de B" tiene inversa "B es tío de A". La relación "A es hermano B" es su propia inversa, puesto que es una relación simétrica.
En teoría de conjuntos, se supone un universo U de discurso, y una relación fundamental de miembro del conjunto x ∈ A cuando A es un subconjunto de U. El conjunto potencia de todos los subconjuntos de U es el dominio de la inversa {\displaystyle {\ni }={\in ^{\mathsf {T}}}.}

## Propiedades
En el monoide de las endorrelaciones binarias en un conjunto (con la operación binaria en relaciones siendo la composición de relaciones), la relación inversa no satisface la definición de inverso en teoría de grupos, por ejemplo, si L es una relación arbitraria en X, entonces {\displaystyle L\circ L^{\mathsf {T}}} no es igual a la relación identidad en X en general. La relación inversa satisface los axiomas (débiles) de un semigrupo con involución: {\displaystyle \left(L^{\mathsf {T}}\right)^{\mathsf {T}}=L}  y  {\displaystyle \left(L\circ R\right)^{\mathsf {T}}=R^{\mathsf {T}}\circ L^{\mathsf {T}}}.
Dado que generalmente se pueden considerar relaciones entre diferentes conjuntos (los cuales forman una categoría más que monoide, a saber, la categoría de relaciones Rel), en este contexto la relación inversa se adecúa a los axiomas de categoría de daga (también conocido como categoría con involución). Una relación igual a su inversa es una relación simétrica; en lenguaje de categorías de dagas, es su propio adjunto.
Además, el semigrupo de endorrelaciones en un conjunto es también una estructura parcialmente ordenada (con la inclusión de relaciones como conjuntos). De forma parecida, la categoría de las relaciones heterogéneas Rel también es una categoría ordenada.
En el cálculo de relaciones, la inversión (la operación unaria de tomar la relación inversa) conmuta con otras operaciones binarias de unión e intersección. La inversión también conmuta con la operación unaria de complementación, así como con el supremo e ínfimo. La inversión también es compatible con la ordenación de relaciones por inclusión.
Si una relación es reflexiva, irreflexiva, simétrica, antisimétrica, asimétrica, transitiva, total, tricotómica, un orden parcial, orden total, orden estrictamente débil, preorden total (orden débil), o una relación de equivalencia, su inversa también lo es.

## Inversas
Si I representa la relación de identidad, entonces una relación R puede tener una inversa de la siguiente manera:
Una relación R es invertible por la derecha si existe una relación X tal que {\displaystyle R\circ X=I}, e invertible por la izquierda si existe Y tal que {\displaystyle Y\circ R=I}. Entonces X e Y son la inversa por la derecha y por la izquierda de R respectivamente. Las relaciones invertibles tanto por la derecha como por la izquierda reciben el nombre de invertibles. Para las relaciones homogéneas invertibles toda inversa por la derecha y por la izquierda coincide; se usa la notación inversa R–1 . Se tiene por tanto que: R–1 = RT .: 79 

### Relación inversa de una función
Una función es invertible si y solo si su relación inversa es una función, en cuyo caso, la relación inversa es la función inversa.
La relación inversa de una función {\displaystyle f:X\to Y} es la relación {\displaystyle f^{-1}:Y\to X} definida por  {\displaystyle \,f^{-1}=\left\{(y,x)\mid y=f(x)\right\}}.
Esto no es necesariamente una función: una condición necesaria es que f sea inyectiva, ya que si no  {\displaystyle f^{-1}} es multivaluada. Esta condición es suficiente para que {\displaystyle f^{-1}} sea una función parcial.  Por lo tanto, {\displaystyle f^{-1}}  es una función (total) si y solo si f es sobreyectiva. En ese caso, si f es biyectiva, {\displaystyle f^{-1}} recibe el nombre de función inversa de f.
Por ejemplo, la función {\displaystyle f(x)=2x+2} tiene inversa y es {\displaystyle f^{-1}(x)={\frac {x}{2}}-1}.
La función {\displaystyle g(x)=x^{2}} tiene la inversa {\displaystyle g^{-1}(x)=\pm x^{\frac {1}{2}}}, la cual no es una función, ya que para cada valor de {\displaystyle x} no hay un único valor de {\displaystyle g^{-1}(x)}.